# Yuxarı Sarıcalı
Yuxarı Sarıcalı, Sarıcalı (?-2015) è un comune dell'Azerbaigian situato nel distretto di Tərtər.